# Під дзвони

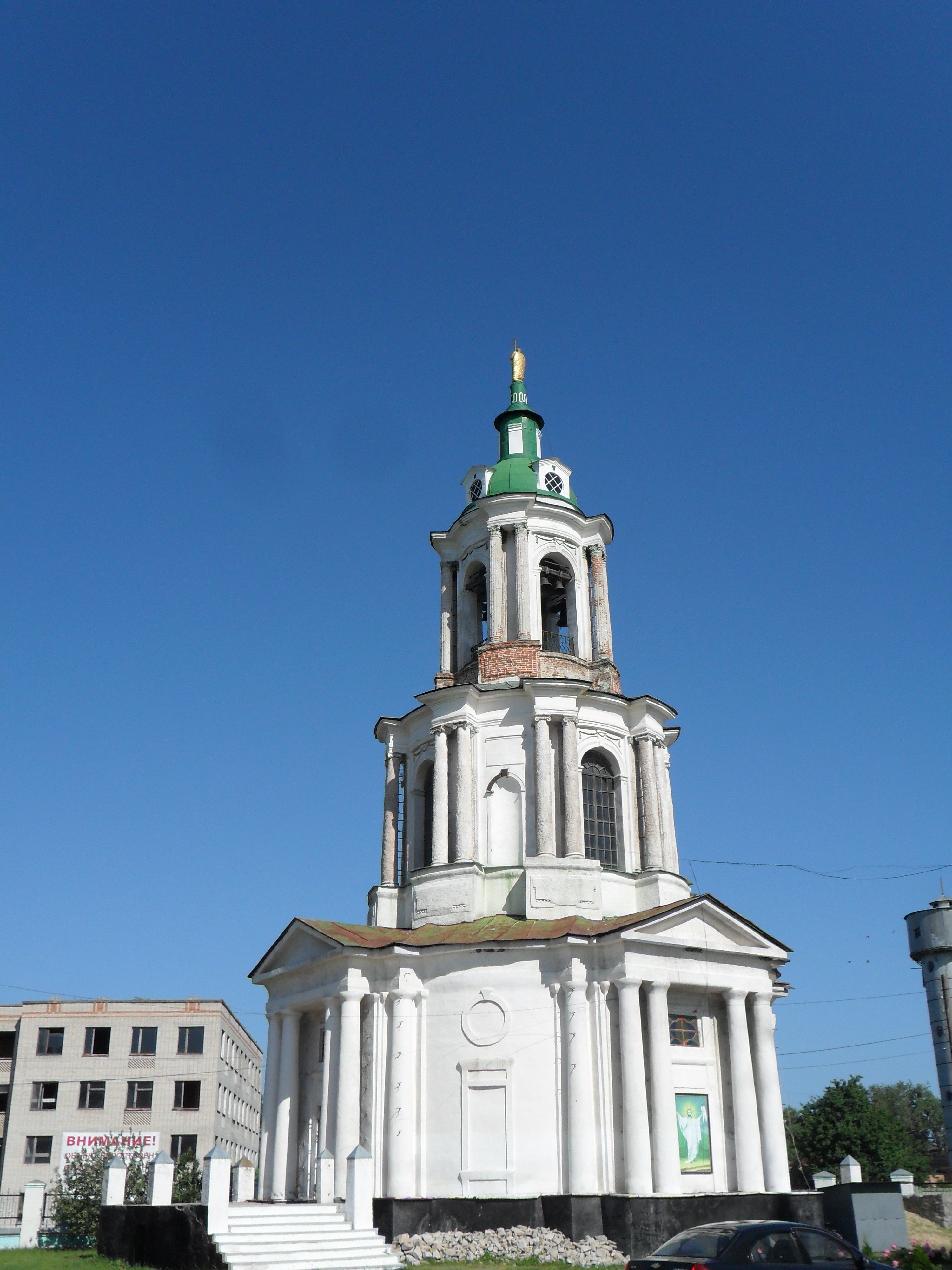
Церква Введення Покровського собору в Охтирці

«Під дзвони» — тип православної церкви, молитовне приміщення якої увінчується не барабаном з куполом, а дзвіницею з відкритими дзвонами, тобто дзвіничний ярус розташований просто над центральною частиною будови, у її вертикальній осі. Особливо поширені храми цього типу на території Росії, де щодо них вживається церковнослов'янський за походженням термін «иже под колоколы» («що під дзвонами»).
Отримав поширення в російській архітектурі в XV — першій половині XVI століття. Вважається, що церкви «під дзвони» — властиві лише Московській Русі споруди, що не мають аналогів на Заході. Першою будовою подібного типу, здогадно, став храм Івана Ліствичника в Московському Кремлі, зведений за часів Івана Калити в 1329 році (не зберігся, стояв на захід від сучасної дзвіниці Івана Великого).
Деякі з храмів в стилі «наришкінського бароко» збудовані за цим типом.

## Приклади храмів «під дзвони»

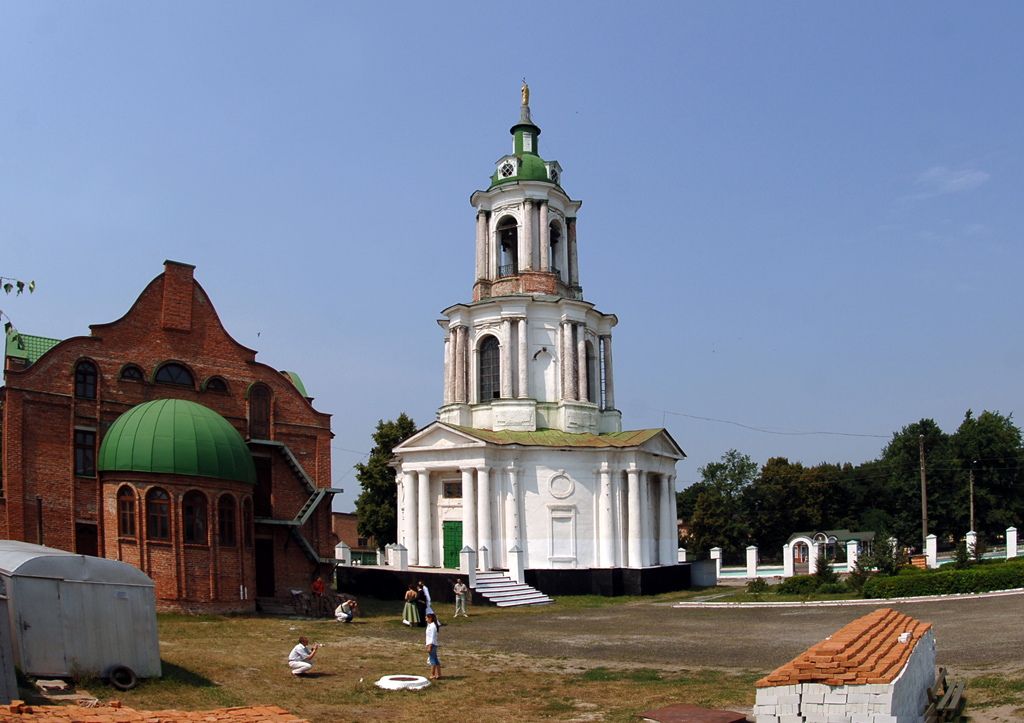
Церква Введення Покровського собору в Охтирці
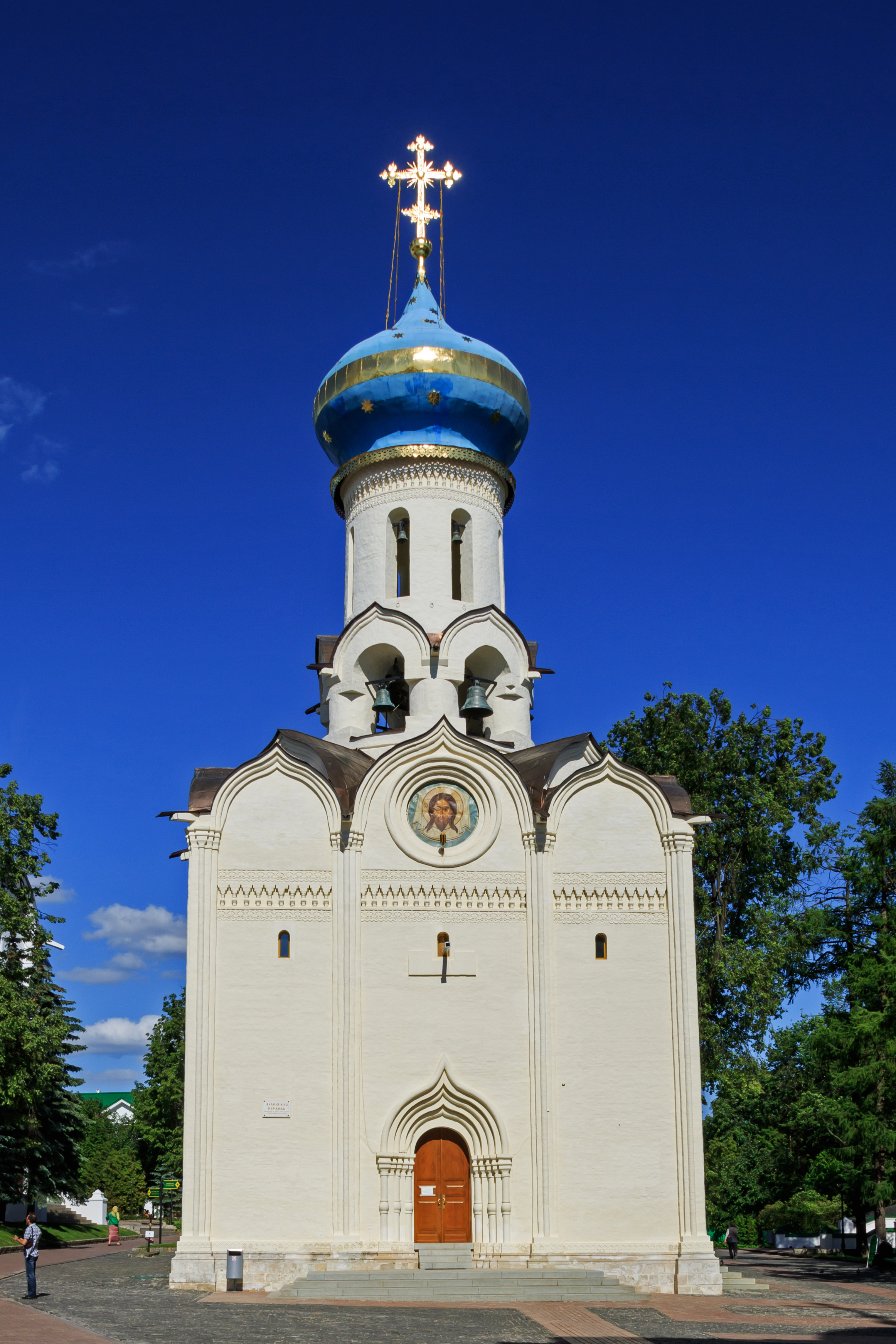
Церква Сошестя Святого Духа на апостолів у Троїце-Сергієвій лаврі
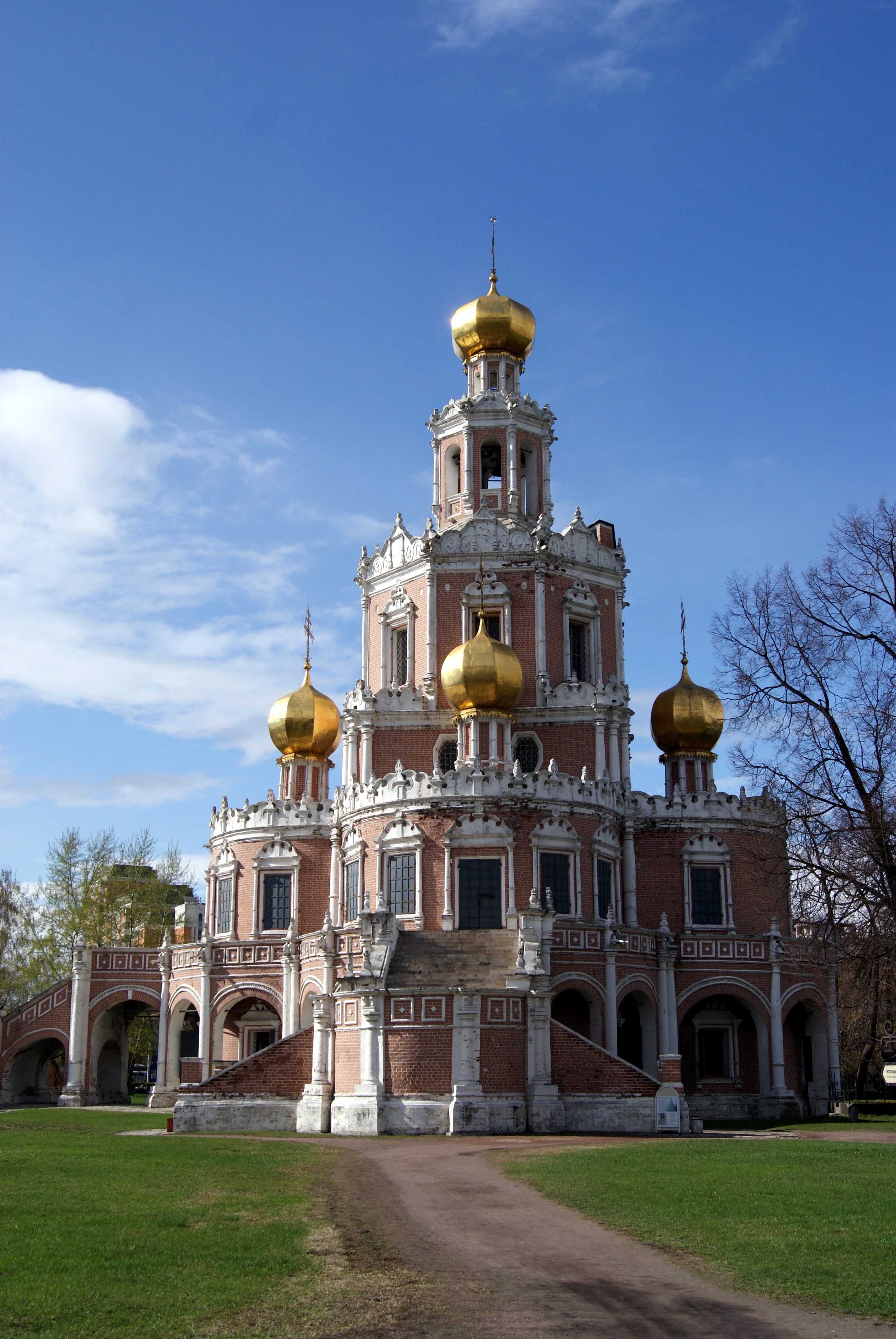
Церква Покрови у Філях
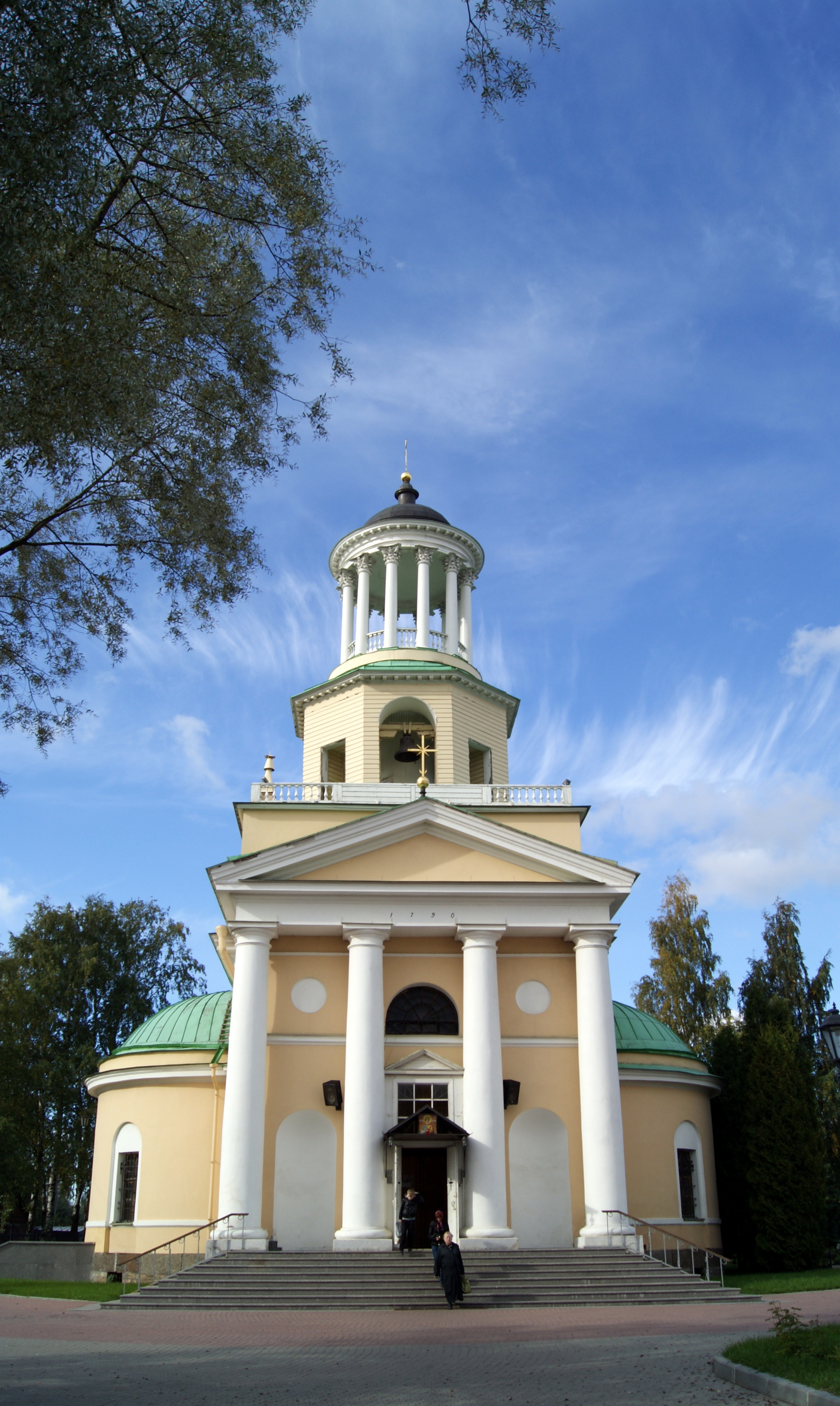
Церква святої Катерини в селі Муріно Всеволозького району Ленінградської області
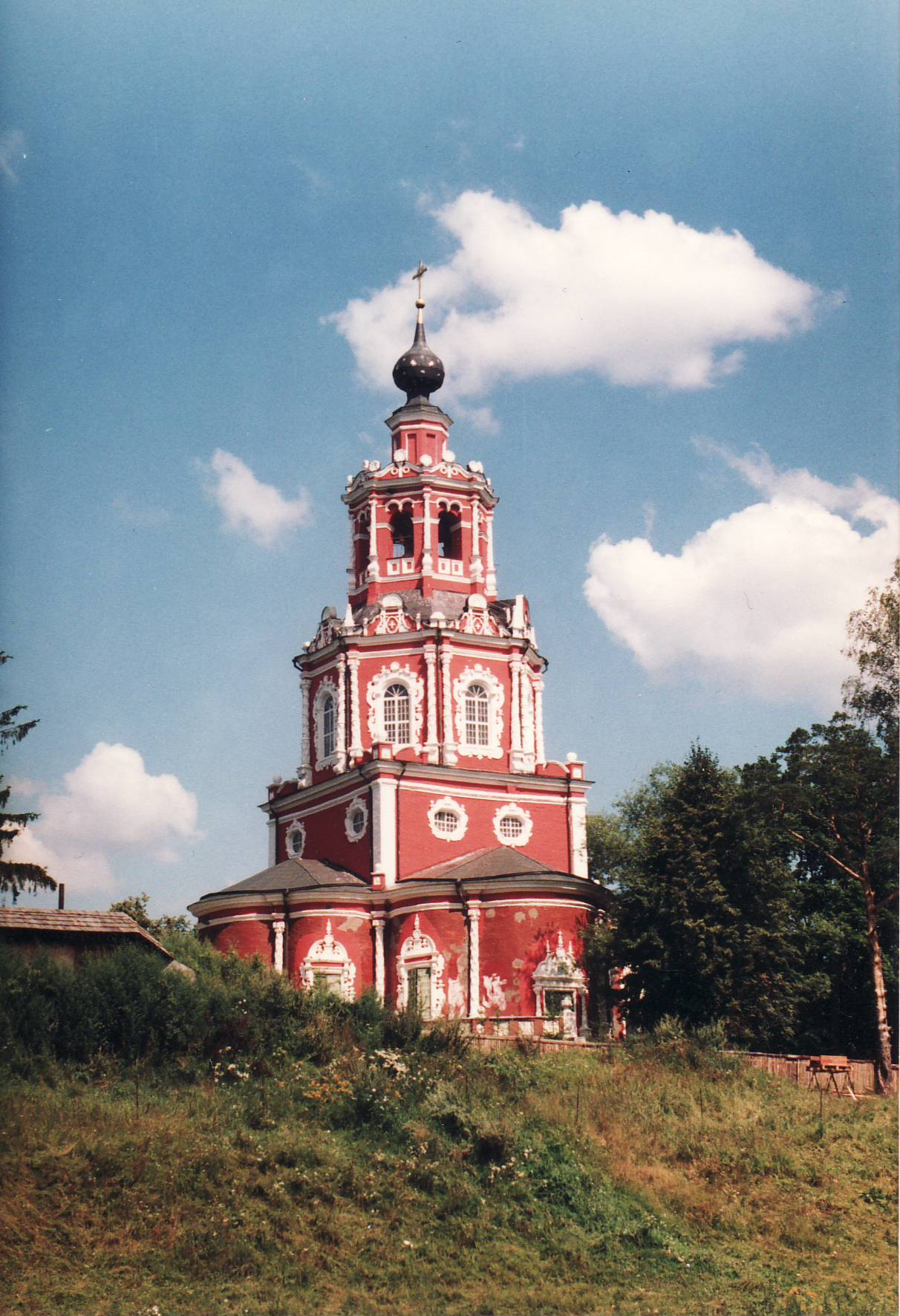
Спаська церква в селі Убори Одинцовського району Московської області